# Dong nord-vietnamien
Pour les articles homonymes, voir Dong.
Le đồng est l'ancienne monnaie officielle de la république démocratique du Viêt Nam du 3 novembre 1946 au 2 mai 1978. 
Après cette date, elle est devenue le đồng, monnaie du Viêt Nam unifié.
Elle était divisée en 10 hào, chaque hào était divisé en 10 xu. 

## Histoire

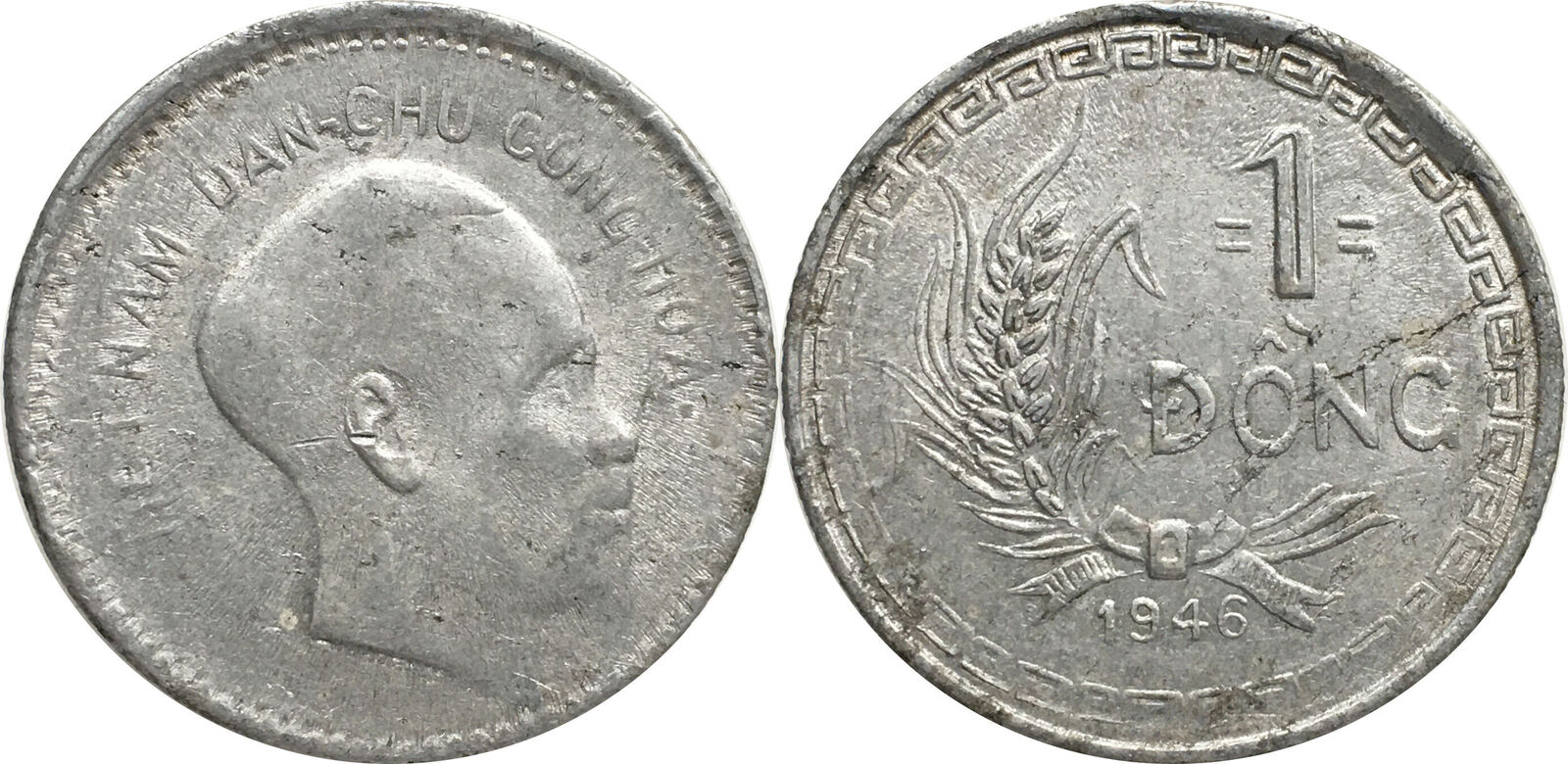
Pièce de 1 đồng (aluminium, recto et verso, 1946) où figure le profil de Ho Chi Minh.

Le premier đồng fut émis par les forces communistes du Việt Minh qui occupent le nord du Viêt Nam le 31 janvier 1946, en remplacement, au pair, de la piastre émise pour l'Indochine française : le cours est alors de 10 francs français pour 1 đồng. Deux réévaluations suivent. Cependant, en 1951, est institué un nouveau đồng, le taux de conversion est de 100 anciens đồng (1946) pour 1 nouveau đồng. 
En 1954, elle devient la monnaie de la république démocratique du Viêt Nam, officiellement reconnue. Un taux de change est alors prévu avec la république du Viêt Nam située au sud du pays, où circulent encore la piastre et le đồng sud-vietnamien (à parité), au taux de 1 piastre contre 32 đồng nord-vietnamiens.
En 1956, le đồng nord-vietnamien est arrimé au yuan renmimbi, monnaie de la république populaire de Chine, au taux de 1 yuan = 1,47 đồng.
Le 28 février 1959, un troisième đồng est institué, remplaçant l'ancien au taux de 1 000 đồng (1951) pour 1 đồng (1959). En 1961, un taux de change fut mis en place avec le rouble soviétique, au taux de 3,27 đồngs pour 1 rouble.
Le 3 mai 1978, à la suite de l'unification du pays, le đồng devient la monnaie commune. Le taux de conversion entre le đồng du nord et du sud est le suivant : 1 đồng = 0,8 đồng sud-vietnamien, cette dernière monnaie étant rebaptisée entre 1976 et 1978, durant la période de transition monétaire, « đồng de la libération ».

## Émissions monétaires

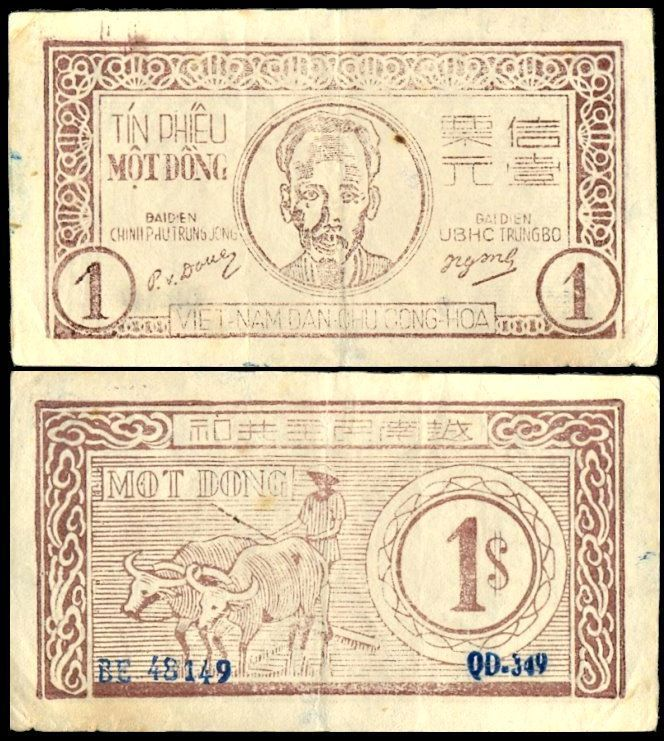
L'un des premiers billets émis sous l'autorité de Ho Chi Minh en 1946.

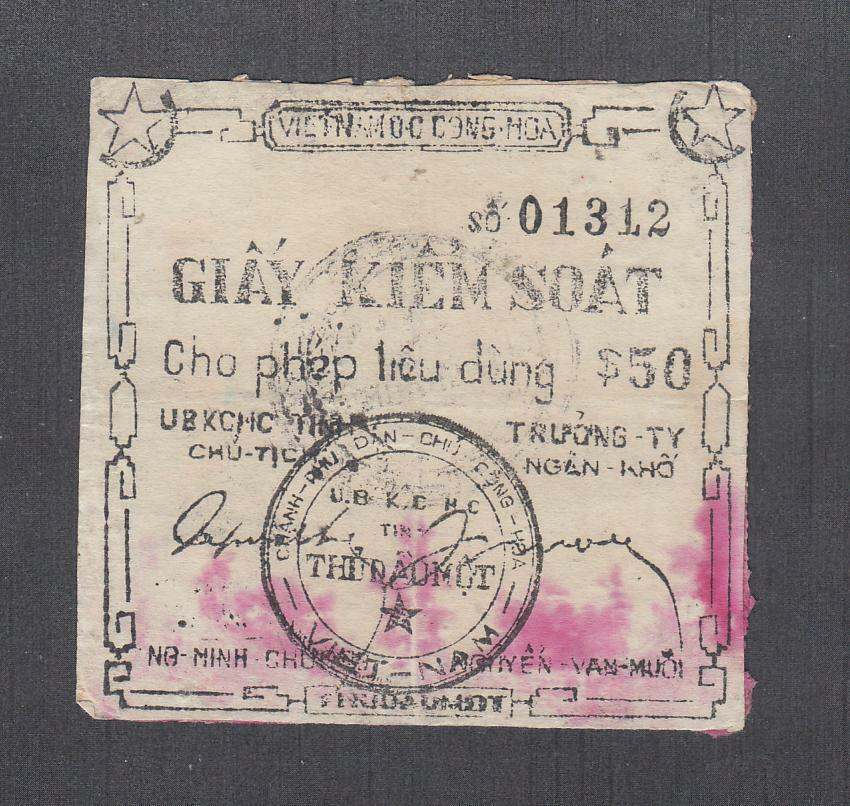
Billet de trésorerie de 50 dongs, imprimé vers 1950 au verso d'une moitié de billet de 100 piastres de la Banque d'Indochine.

### Pièces de monnaie
En 1946, des pièces de 20 xu, 5 hào et 1 đồng sont frappées en aluminium ; la pièce de 2 đồngs est en bronze. Elles portent toutes comme premier millésime la date de « 1945 ». Aucune pièces n'a été frappée pour le đồng réformé de 1951.
En 1958, sont frappées des pièces trouées en aluminium de 1, 2 et 5 xu.
Il n'y a pas eu d'autres émissions de pièces.

### Billets de banque
Au nom du Gouvernement (Việt Nam Dân Chủ Cộng Hòa) est produite dès 1946 une série de vignettes monétaires pour des valeurs de 20 et 50 xu, 1, 5, 20, 50, et 100 đồngs. Ces vignettes s'appellent Giấy Bạc Việt Nam, « billets du Việt Nam ». Une vignette valant 1 đồng est également émise portant le nom de Tín Phiếu (« billet de trésorerie »). Ces billets sont très rares, ils ont été parfois imprimés sur d'anciens billets indochinois. Les émissions se poursuivent jusqu'en 1951, avec des valeurs montant jusqu'à 1 000 đồngs.
En 1951, la Banque nationale du Viêt Nam (Ngân hàng quốc gia Việt Nam) prend en charge l'émission du đồng réformé et émet des billets pour des valeurs de 20, 50, 100, 200, 500 et 1 000 đồngs. Un billet de 5 000 đồngs suit en 1953. 
En 1959, à la suite d'une nouvelle réforme, la Banque centrale émet des billets de 1 xu ; de 1, 2 et 5 hào ; de 1, 2, 5, et 10 đồngs. La valeur du billet de 1 xu est contremarquée sur un billet de 10 đồngs qui n'avait jamais été émis. En 1964, 
la Banque d'État du Viêt Nam (Ngân hàng Nhà nước Việt Nam) émet une nouvelle série de billets pour des valeurs de 2 et 5 xu, puis, en 1975, de 1 et 2 hào, afin de pallier le manque de numéraire.